# كريس لوتز
كريس لوتز (بالإنجليزية: Chris Lutz) مواليد 11 فبراير 1985 في إلينوي، هو لاعب كرة سلة أمريكي. يلعب مع ميرالكو بولتز في الرابطة الفلبينية لكرة السلة. يحمل الرقم 3. يبلغ طوله 6 قدم 3 بوصة (1.9 م). مثّل منتخب بلاده. لعب مع سان ميغيل بيرمن وميرالكو بولتز.

## روابط خارجية
- كريس لوتز على موقع كرة السلة الأوروبية.كوم (الإنجليزية)
- كريس لوتز على موقع DraftExpress.com (الإنجليزية)
- كريس لوتز على موقع كلية كرة السلة في سبورتس رفرنس.كوم (الإنجليزية)
- كريس لوتز على موقع ريلجم (الإنجليزية)
- كريس لوتز على موقع بروبوليرز (الإنجليزية)